# Clarice Beckett
Clarice Marjoribanks Beckett (* 21. März 1887 in Casterton, Victoria; † 7. Juli 1935 in Melbourne, Victoria) war eine australische Künstlerin und eine wichtige Vertreterin des australischen Tonalismus. Ihre Werke sind in den Sammlungen der wichtigsten öffentlichen Galerien Australiens vertreten, darunter die National Gallery of Australia, die National Gallery of Victoria und die Art Gallery of South Australia.

## Leben
Beckett wurde als Tochter von Joseph Clifden Beckett (ca. 1852–1936), einem Bankmanager, und seiner Frau Elizabeth Kate, geborene Brown (ca. 1855–1934), geboren.
Nach ihrer Grundschulausbildung in Casterton besuchte Beckett bis 1903 das Queen's College in Ballarat, wo sie ihre zeichnerischen Fähigkeiten unter Beweis stellte und ein Theaterstück schrieb, das von den Schülern aufgeführt wurde. Um ihre künstlerischen Fähigkeiten zu fördern, nahm sie in Ballarat Privatunterricht im Zeichnen mit Holzkohle. Nach einem Umzug der Familie absolvierte sie ihr letztes Schuljahr auf dem Merton Hall Campus der Melbourne Girls Grammar. Im Jahr 1914 besuchte sie die National Gallery School in Melbourne, wo sie drei Jahre lang bei Frederick McCubbin studierte, bevor sie ihre Studien bei Max Meldrum fortsetzte, dessen kontroverse Theorien zu einem entscheidenden Faktor für ihre eigene künstlerische Praxis wurden.
Im Jahr 1919 zogen ihre Eltern von Bendigo in den damals noch nicht erschlossenen Vorort Beaumaris an der Küste von Melbourne, und als deren Gesundheit nachließ, übernahm Beckett Aufgaben im Haushalt, die praktisch die Struktur ihres restlichen Lebens diktierten und ihre künstlerischen Bemühungen stark einschränkten. Beckett konnte nur in der Morgen- oder Abenddämmerung hinausgehen, um zu malen, da sie die meiste Zeit ihres Tages mit der Pflege der beiden Eltern verbrachte.
Als sie 1935 während eines Sturms auf dem Meer vor Beaumaris malte, erkrankte Beckett an einer Lungenentzündung und starb vier Tage später im Alter von 48 Jahren in einem Krankenhaus in Sandringham. Sie wurde im Cheltenham Memorial Park beigesetzt.

## Werk

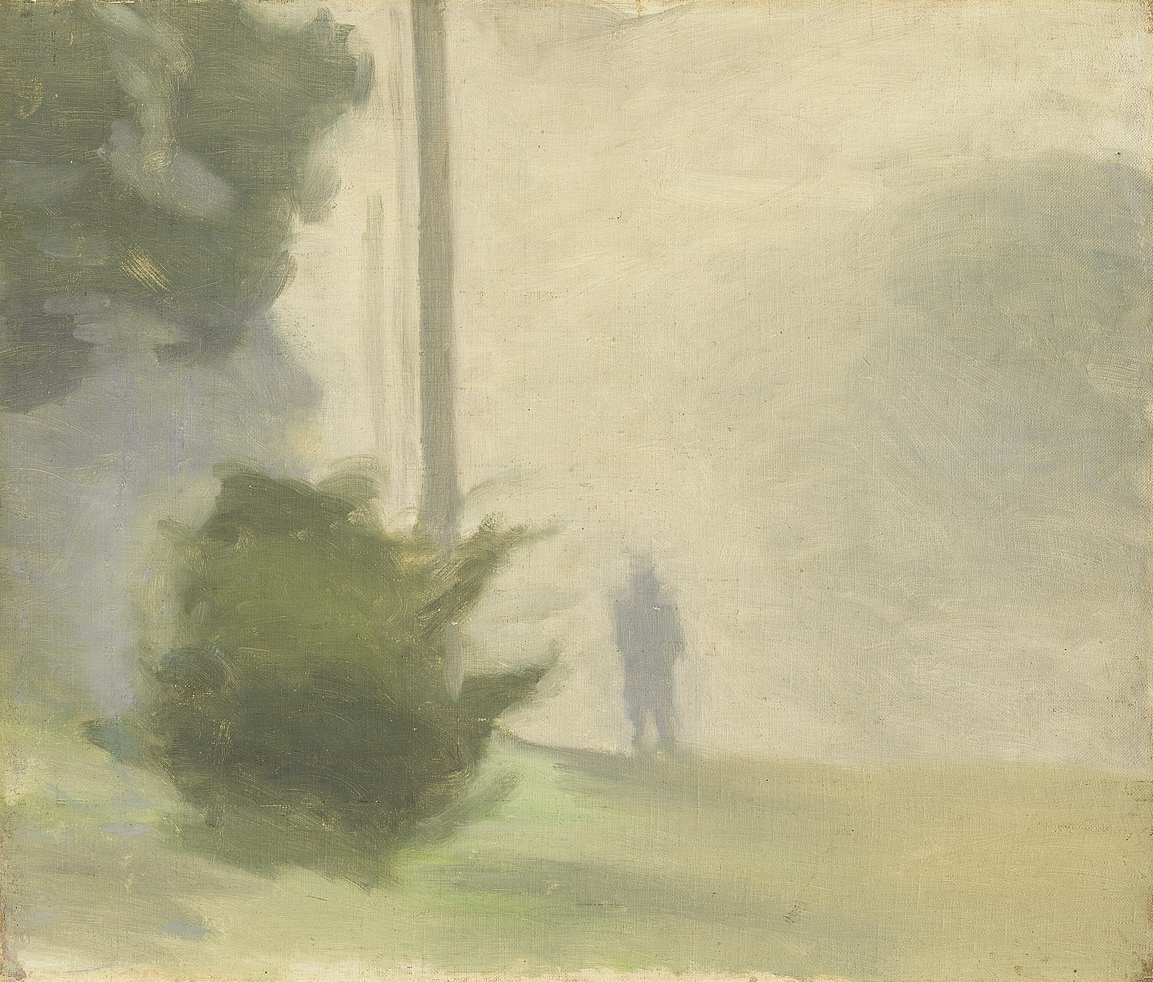
Silent Approach, c. 1924, National Gallery of Australia
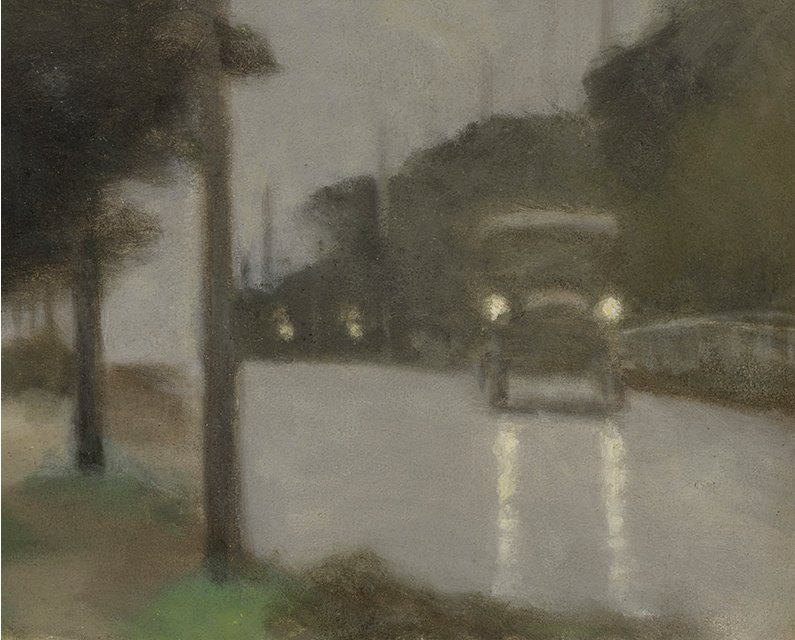
Motor Lights, 1929, Art Gallery of South Australia
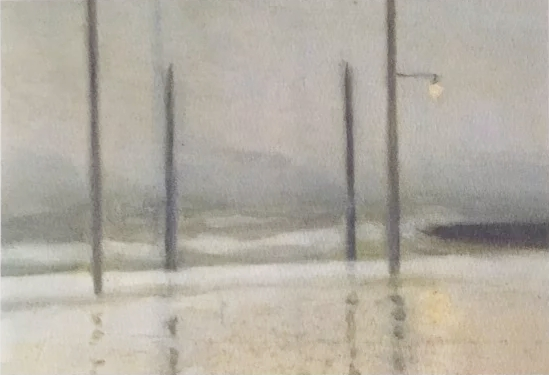
Wet Night, Brighton, 1930, private Sammlung
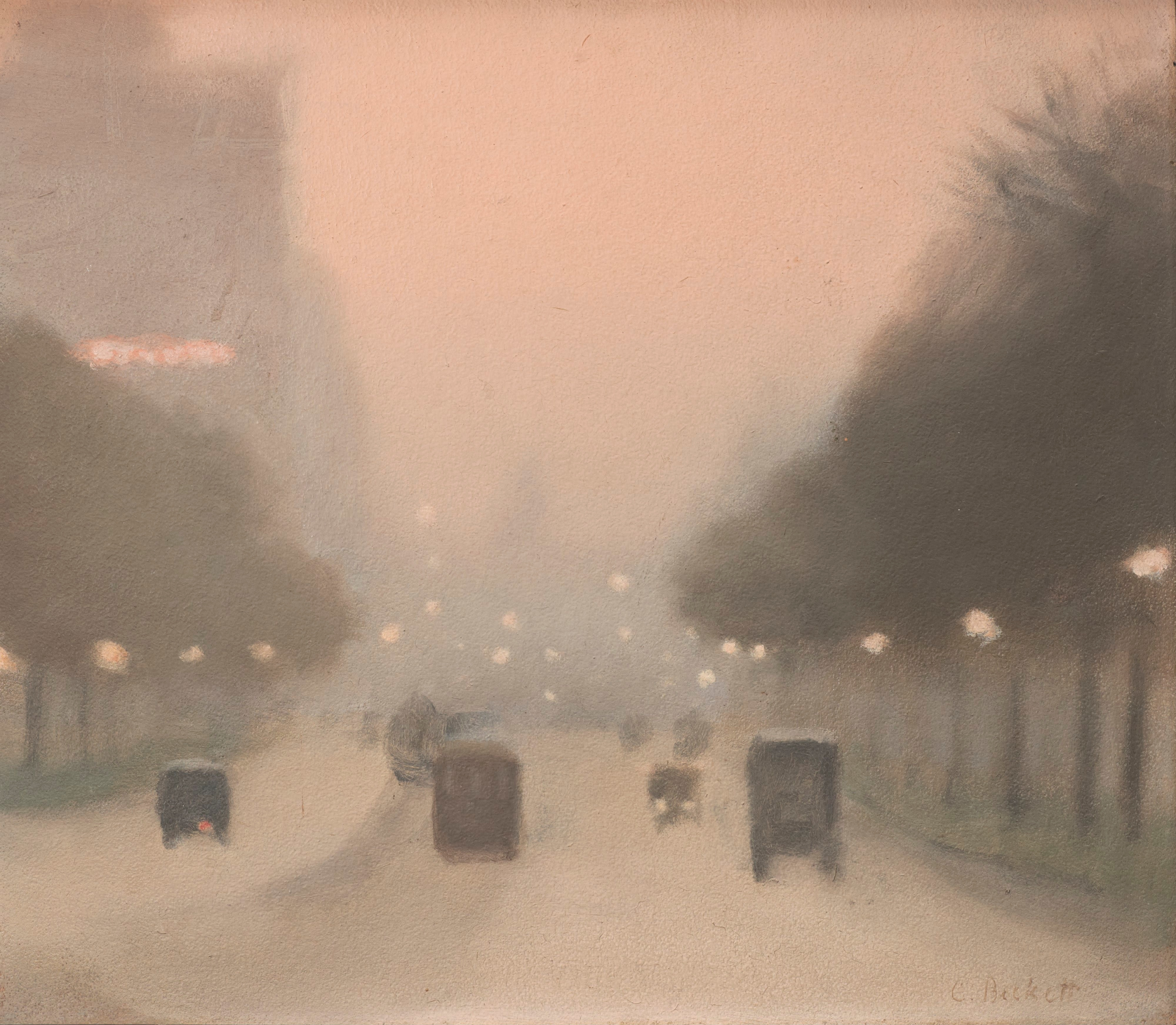
Evening, St Kilda Road, 1930, Art Gallery of New South Wales
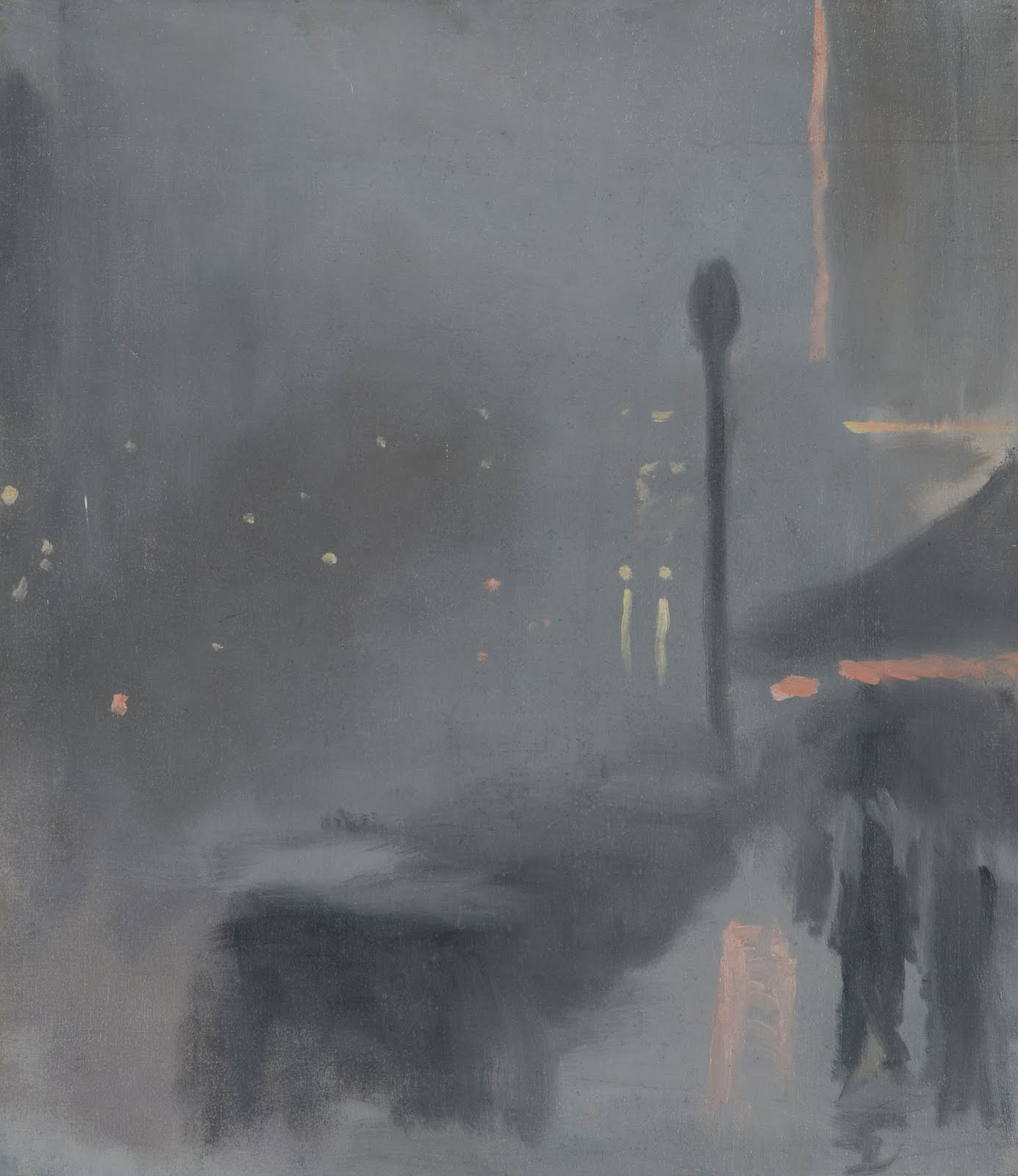
Taxi Rank, 1931, National Gallery of Australia
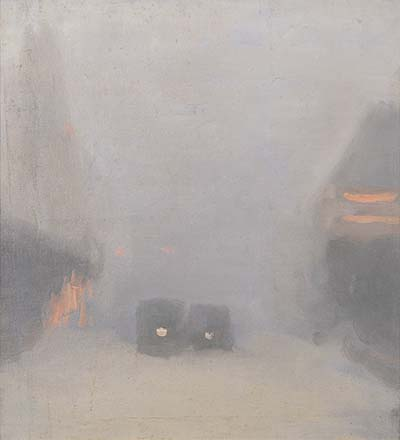
Passing Trams, 1931, Art Gallery of South Australia
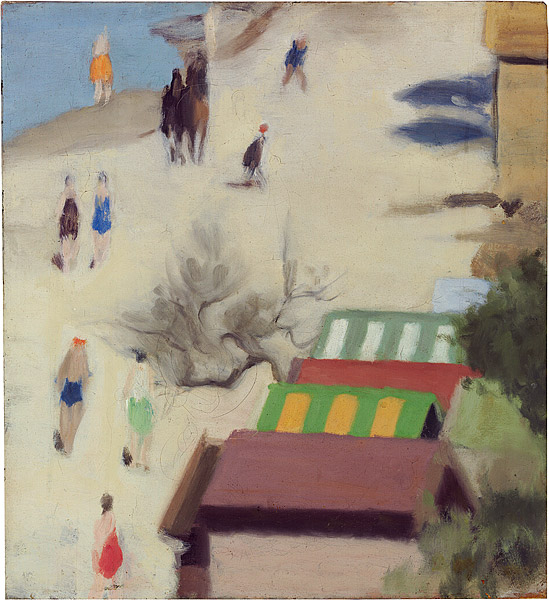
Sandringham Beach, 1933, National Gallery of Australia
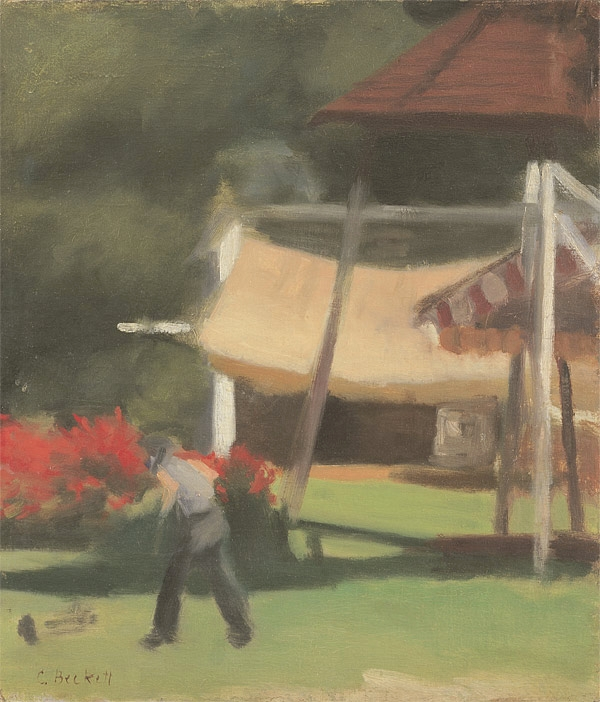
Hawthorn Tea Gardens, 1933, Art Gallery of South Australia

Beckett gilt als eine der bedeutendsten australischen Künstlerinnen der Moderne, trotz der Benennung als „Tochter von Monet“. Modern und nichtimpressionistisch war laut Patrick McCaughey vor allem die „Flachheit der Oberfläche“. Trotz ihres Talents für Porträts und der großen öffentlichen Wertschätzung für ihre Stillleben, die von ihrem Lehrer Meldrum bevorzugten Motive, zog Beckett das abgeschiedene Malen von Landschaften im Freien vor.
Sie malte beharrlich und fleißig Meeres- und Strandlandschaften sowie ländliche und vorstädtische Szenen oft aus der direkten Umgebung in Beaumaris, die oft in die Atmosphäre des frühen Morgens oder Abends gehüllt waren. Candice Bruce beschreibt „das Gefühl einer allgegenwärtigen Melancholie: eine Verletzlichkeit, die sich mit einer Ruhe mischt, die man auch dann noch spürt, wenn man die Einzelheiten des Lebens der Künstlerin nicht kennt“. Sie war eine der ersten, die einen Malwagen oder eine mobile Staffelei benutzte, um das Malen im Freien an verschiedenen Orten zu erleichtern.

### Tonalismus
Der australische Tonalismus zeichnet sich durch eine besondere „neblige“ oder atmosphärische Qualität aus, die durch die Meldrum-Malmethode des Aufbaus von „Ton auf Ton“ entsteht. Der Tonalismus entwickelte sich aus Meldrums Scientific Theory of Impressions. Meldrum war überzeugt, dass Kunst „eine reine Wissenschaft sein sollte, die auf optischer Analyse beruht und deren einziger Zweck darin besteht, die ersten geordneten Toneindrücke, die das Auge empfängt, auf die Leinwand zu bringen. Alle Verzierungen und erzählerischen und literarischen Bezüge sollten abgelehnt werden“. Der Tonalismus stand im Gegensatz zum Post-Impressionismus und zur Moderne, wird aber heute als Vorläufer des Minimalismus angesehen. Die gesamte Bewegung war Gegenstand heftiger Kontroversen. Ihre Vertreter waren bei anderen Künstlern unbeliebt und wurden als „Meldrumites“ oder Sekte verspottet. Meldrum machte die gesellschaftliche Dekadenz für das übertriebene Interesse der Künstler an Farbe gegenüber Ton und Proportion verantwortlich. Becketts Malerei stellt jedoch eine Abweichung von Meldrums strengen Grundsätzen dar, die besagten, dass der Ton Vorrang vor der Farbe haben sollte. Rosalind Hollinrake, die weitgehend für die Wiederbelebung Becketts verantwortlich war, stellt in den späteren Jahren des kurzen Lebens der Künstlerin die Verwendung von Farbe zur Verstärkung der Form und eine gewagtere Gestaltung fest.

### Rezeption
Mit Mitte dreißig erläuterte Beckett ihre künstlerischen Ziele im Katalog zur sechsten Jahresausstellung der Twenty Melbourne Painters im Jahr 1924: „To give a sincere and truthful representation of a portion of the beauty of Nature, and to show the charm of light and shade, which I try to give forth in correct tones so as to give as nearly as possible an exact illusion of reality“.
1931 jedoch zieht Percy Leason in einer langen Rezension im Magazin Table Talk Vergleiche mit Rembrandt, Whistler und Corot, um zu sagen: „Miss Becketts Arbeit hat so viel mit ihnen gemeinsam: Es gibt einen ähnlichen Erfolg beim Erreichen des ersten Wesentlichen, einer überzeugenden Illusion von tatsächlichem Raum und Luft und Licht; die gleiche Verfeinerung und Zartheit der echten Farbe; die gleiche Rücksicht auf echte Form und Charakter; und die gleiche völlige Gleichgültigkeit gegenüber Konventionen und der bloßen geschickten Handhabung von Farbe um ihrer selbst willen“.
Wie andere weiblichen Zeitgenossen sah sich Beckett jedoch erheblichen Vorurteilen seitens konservativer männlicher Künstler ausgesetzt. Meldrum kommentierte noch 1939 die Verleihung des Archibald-Preises an Nora Heysen und äußerte sich zur Fähigkeit von Frauen, große Künstlerinnen zu sein: „Männer und Frauen sind unterschiedlich beschaffen. Frauen sind stärker mit den physischen Dingen des Lebens verbunden, und von ihnen zu erwarten, dass sie manche Dinge genauso gut können wie Männer, ist reiner Wahnsinn [...] Ein großer Künstler muss einen einsamen Weg gehen. Er wird nur dann groß, wenn er sich die ganze Zeit über bis an die Grenze seiner Kräfte anstrengt. Ich glaube, dass ein solches Leben für eine Frau unnatürlich und unmöglich ist“, eine Haltung, die er in Bezug auf seine Lieblingsschülerin Beckett relativierte, indem er für den Fall ihres Todes ankündigte, dass „Beckett ein Werk geschaffen hat, auf das jede Nation stolz sein sollte“.
In einer 1941 in The Bulletin erschienenen Besprechung ihrer Ausstellung in der Velasquez Gallery wird Beckett unter den „Meldrum-Schülern“ besonders gelobt: „[...] die fesselndste Tafel unter den Schülern ist die von Clarice Beckett. Diese Künstlerin, die, nachdem sie mehrere Jahre lang Schülerin war, 20 Jahre lang eifrig in Beaumaris malte, wobei sie sich kaum je weiter als eine halbe Meile vom Eingangstor ihres Elternhauses entfernte, starb vor einigen Jahren und hinterließ Hunderte von außergewöhnlichen kleinen Bildern, die mit der Vorstellung aufräumen, dass diejenigen, die am weitesten sehen, am meisten sehen. Ein Stück geteerte Straße und durch den Abendnebel schimmernde Autoscheinwerfer oder ein paar Badeboxen und eine Reihe von Brechern waren alles, was sie an Motiven brauchte [...] In dieser Ausstellung sind ein Dutzend ihrer leuchtenden, schillernden Landschaften zu sehen, und da es sich um Stücke der Natur handelt, die mit den unvoreingenommenen Augen einer ungewöhnlichen Künstlerin betrachtet werden, wirken sie seltsamer als jedes «modernistische» Bild“.
Zu ihren Lebzeiten wurde kein einziges Werk von Beckett für eine öffentliche Sammlung angekauft, obwohl heute fast jede größere australische Galerie Werke von ihr besitzt. Zum Ende des 20. Jahrhunderts erzielten ihre Gemälde bei Auktionen sechsstellige Summen.

## Nachleben
1936 organisierten Becketts Schwester und ihr Vater eine große Gedenkausstellung im Melbourne Athenaeum. 1971 machte Becketts Schwester darauf aufmerksam, dass mehr als 2.000 von Becketts Werken in einem offenen Heuschuppen in der Nähe von Benalla den Elementen und dem Ungeziefer überlassen worden waren. Die meisten waren nicht mehr zu retten. Dreißig gut erhaltene, aber vernachlässigte Werke wurden in der Künstlerkolonie Montsalvat in Eltham entdeckt, die dorthin geschickt worden waren, als das Haus in Beaumaris geräumt wurde.
Von 1971 bis 1980 fanden fünf kommerzielle Ausstellungen von Becketts Werken in Galerien statt. Die erste Museumsausstellung ihres Werks, In a Certain Light (eine Doppelausstellung mit der Fotografin Olive Cotton), fand 1995 in der Ivan Dougherty Gallery der Art Gallery of New South Wales statt. In den Jahren 1999 und 2000 wurde die retrospektive Ausstellung Politically incorrect: Clarice Beckett, die aus einigen der verbliebenen Gemälde zusammengestellt und vom Ian Potter Museum of Art der Universität Melbourne und Rosalind Hollinrake organisiert wurde, in acht nationalen Galerien gezeigt. Die bisher umfassendste Ausstellung „Clarice Beckett: The present moment“ wurde 2021 in der Art Gallery of South Australia in Adelaide realisiert.
Ballarat Grammar, wo die Künstlerin studierte, vergibt jährlich den Clarice-Beckett-Preis an einen Schüler für herausragende Leistungen in Kunst.

## Ausstellungen (Auswahl)
- Jährliche Einzelausstellungen im Melbourne Athenaeum in den Jahren 1923–1932[27]
- Einzelausstellung in der Meldrum Gallery 1932 und 1933[28]
- Beteiligung an je zwei Gruppenausstellungen der Victorian Artists’ Society in den Jahren 1918, 1922 und 1923
- Beteiligung an der Ausstellung Twenty Melbourne Painters Society im Melbourne Athenaeum in den Jahren 1924–1934
- Beteiligung an der Ausstellung der Melbourne Society of Women Painters im Melbourne Athenaeum in den Jahren 1926–1931

Nach ihrem Tod wurden unter anderem Ausstellungen mit ihren Werken gezeigt:
- 1936 Memorial Exhibition im Melbourne Athenaeum[18]
- 1999–2000 „Politically incorrect: Clarice Beckett“ Wanderausstellung des lan Potter Museum of Art der Universität Melbourne, gezeigt in Melbourne, Sydney, Orange, Adelaide, Bendigo, Ballarat, Hobart und Burnie
- 2000, 2002 und 2014: Überblicksschauen der Niagara Galleries in Melbourne[29]
- 2021 Clarice Beckett: The present moment in der  Art Gallery of South Australia in Adelaide[30][31]

## Zusätzliche Literatur
- Rosalind Hollinrake: Clarice Beckett, the artist and her circle. Macmillan, Melbourne 1979, ISBN 978-0-333-25243-7.
- M. A. McGuire: «Life and your imagining»: the art of Clarice Beckett. In: Australian Journal of Art. Band 5, 1986, S. 90–103, doi:10.1080/03146464.1986.11432882.
- Drusilla Modjeska: Timepieces. Picador, Pan Macmillan Australia, Sydney 2002, ISBN 978-0-330-36372-3, Framing Clarice Beckett (drusillamodjeska.com [PDF]).
- Kristel Thornell: Night Street. Allen & Unwin, Crows Nest 2010, ISBN 978-1-74269-123-7 (Roman zum Leben von Clarice Beckett).